# Váš dům šel spát
Váš dům šel spát je česká píseň z 50. let 20. století. Text k ní napsal herec, moderátor a textař Vladimír Dvořák, hudbu složil skladatel Alfons Jindra, proslavila se v podání Rudofa Cortése. Na gramofonovou desku ji s ním nahrál orchestr Karla Vlacha v roce 1954.

## Obsah
Písnička poeticky vypráví o tom, jak milý dokazuje své milé, že ji má rád i když s ní právě v té chvíli není.

## Píseň v televizi
Jako videoklip s Rudolfem Cortésem natočila píseň Československá televize v roce 1971.
Mimo jiné byla tato píseň i hlavní melodií dvanáctidílného pořadu České televize Dům plný písniček, který v roce 1994 připravil Ondřej Suchý ve spolupráci s Jiřím Černým. Pořad byl zaměřen na české písničky 50. a 60. let.

## Píseň na albech
- To byly velké hity - Jaroslava Matějů - Česká muzika
- Země odkud přicházím - Josef Sochor - Česká muzika (na CD-2 a DVD)
- 1971 Setkání po letech - Rudolf Cortés - Supraphon
- 1976 30 let n.p. Supraphon - Supraphon
- 1984 Dárek na památku - Gustav Brom - Supraphon
- 1988 Vzpomínky mi zůstanou - Rudolf Cortés - Supraphon
- 1992 Hity 50. let 2 - Supraphon
- 2000 Váš dům šel spát - Rudolf Cortés - FR centrum (František Rychtařík) (Edice - Muzeum populární hudby)
- 2000 20 nej Josefa Sochora - Josef Sochor - Levné knihy
- 2000 To nejlepší z 50. let - Saturn
- 2003 Dívko toulavá - Karel Hála - Multisonic
- 2004 Dárek na památku - Tibor Lenský & Gustav Brom Big Band - Areca Multimedia
- 2004 Richard Adam - Gold - Popron
- 2006 To nejlepší 1950-1955 - Levné knihy